# Granges (Wallis)

Gemeente vóór de fusie op 1 januari 1972

Granges is een dorp in het Rhônedal in het district Sierre, in het Zwitserse kanton Wallis. Tot 1 januari 1972 was Granges een zelfstandige gemeente, die daarna is opgegaan in de gemeente Sierre.
Granges is vooral bekend omdat zich daar het grootste attractiepark van Zwitserland bevindt, Happyland. Verder is er de 9-holes golfbaan van de Golf Club de Sierre.
| Bevolkingsontwikkeling | Bevolkingsontwikkeling | Bevolkingsontwikkeling | Bevolkingsontwikkeling | Bevolkingsontwikkeling |
| ---------------------- | ---------------------- | ---------------------- | ---------------------- | ---------------------- |
| Jaar                   | 1850                   | 1900                   | 1950                   | 1970                   |
| Inwoners               | 275                    | 437                    | 951                    | 1326                   |

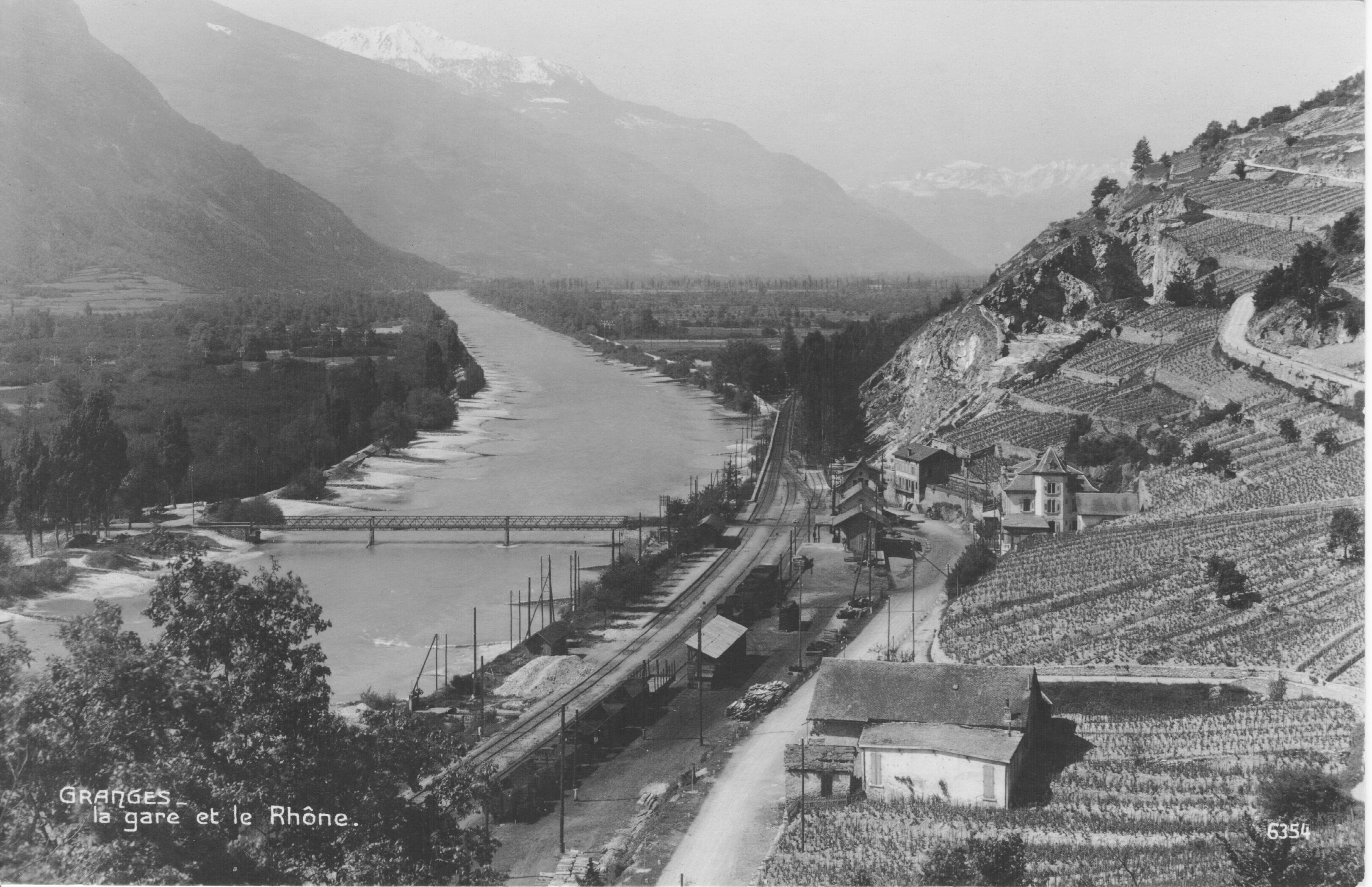
Station Granges-Lens en de Rhône-vlakte (1939)

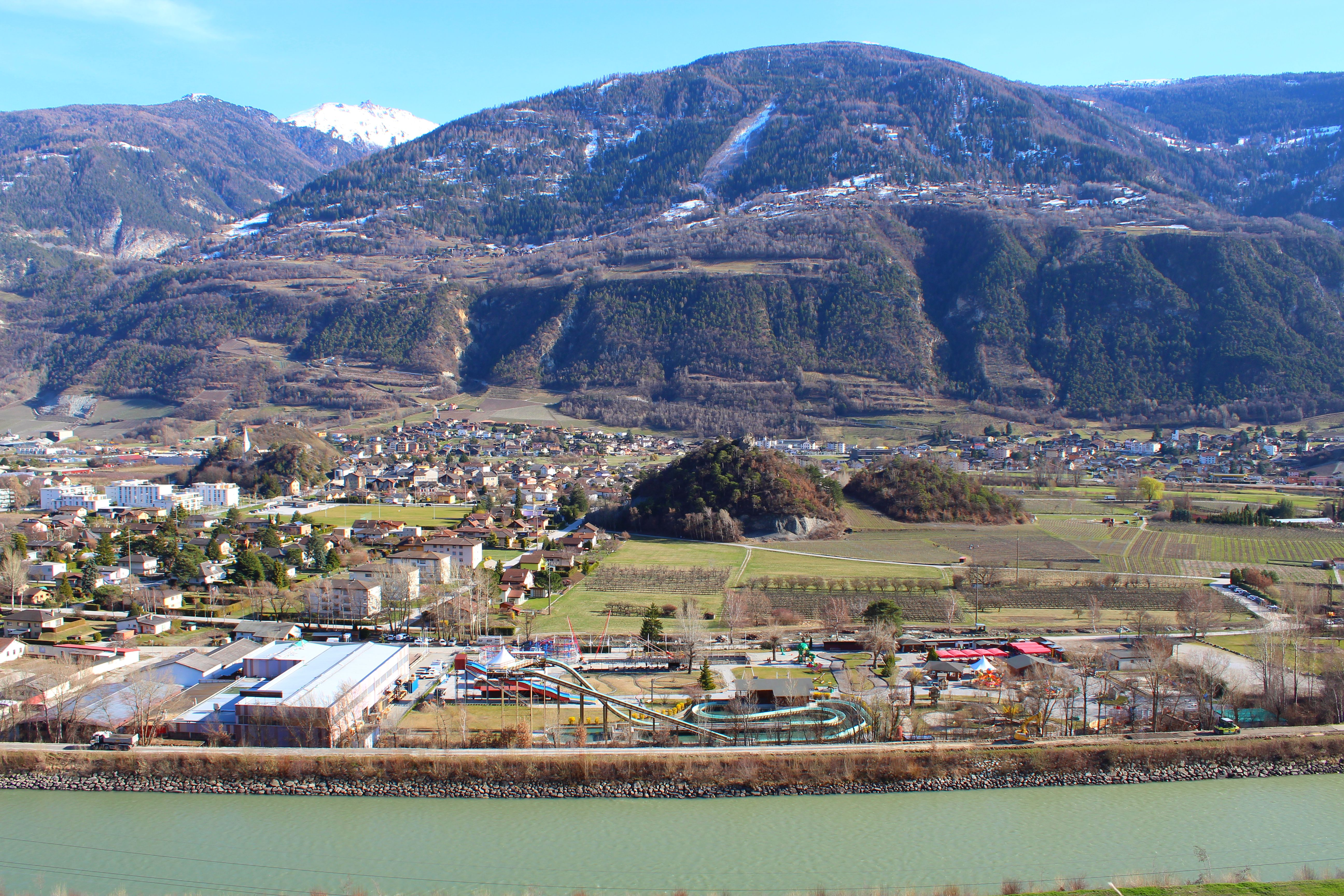
Pretpark Happyland in Granges in Wallis

## Link
- (de)  Historischen Lexikons der Schweiz (HLS), Granges (Valais)

- Gemeinsame Normdatei: 4281668-3
- Historisch woordenboek van Zwitserland: 003303